# Teratosphaeria persoonii
Teratosphaeria persoonii är en svampart som beskrevs av Crous & L. Mostert 2008. Teratosphaeria persoonii ingår i släktet Teratosphaeria och familjen Teratosphaeriaceae.   Inga underarter finns listade i Catalogue of Life.